# سامانه پیشرفته تصویر نوع سی

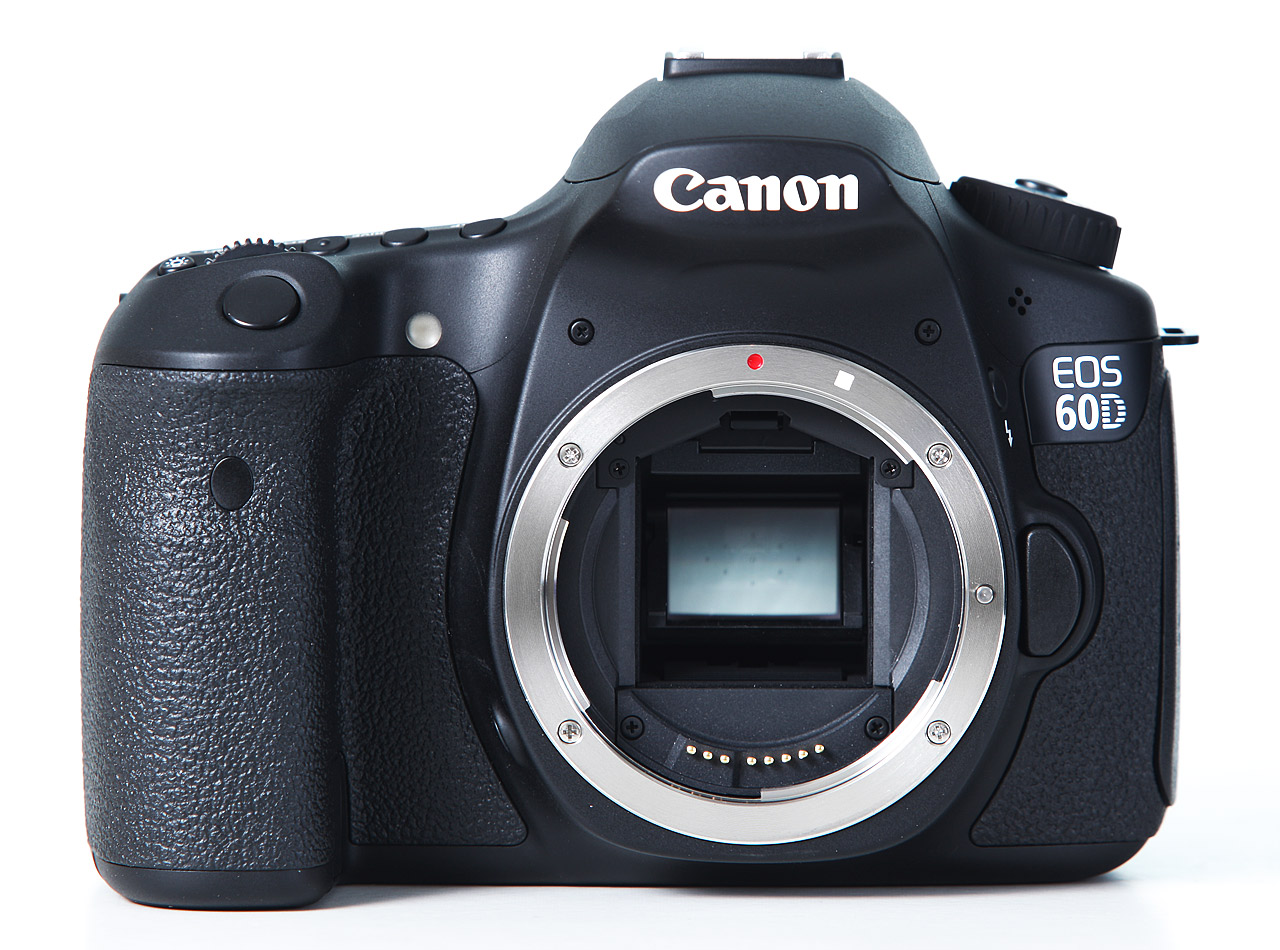
دوربین کانن ئی‌اواس ۶۰دی با فرمت APS C

سامانه پیشرفته تصویر نوع سی که معمولاً APS-C نامیده می‌شود، یک فرمت سنسور تصویر استاندارد است که در بسیاری از دوربین‌های دیجیتال تک‌لنزی بازتابی کاربرد دارد.
در دوربین‌های ساخت شرکت کانن که از فرمت سنسور استفاده می‌کنند، اندازهٔ سنسور ۱۴٫۸میلی‌متر × ۲۲٫۲میلی‌متر و ضریب برش برابر با ۱٫۶ می‌باشد و در دوربین‌های ساخت شرکت‌های نیکون، سونی و پنتاکس که از این فرمت بهره می‌برند اندازهٔ سنسور ۱۵٫۷میلی‌متر × ۲۳٫۶میلی‌متر و ضریب برش برابر ۱٫۵ می‌باشد.